# 6.º Ejército Japonés de Área
El 6.º Ejército Japonés de Área (第6方面軍, Dai roku hōmen gun) fue un ejército de campo del Ejército Imperial Japonés durante la segunda guerra sino-japonesa y la Segunda Guerra Mundial.

## Historia
El 6.º Ejército Japonés de Área se formó el 25 de agosto de 1944 bajo el mando del Ejército Expedicionario de China principalmente como reserva militar y fuerza de guarnición para la ocupación de las provincias centrales de China entre el río Yangtsé y el río Amarillo. Después del éxito de la Operación Ichi-Go, muchas unidades veteranas fueron transferidas fuera de China a otros frentes en la Guerra del Pacífico, lo que dejó al 6.º Ejército para proteger las ganancias en el centro de China. El 6.º Ejército fue desmovilizado tras la rendición de Japón el 15 de agosto de 1945 en Hankou (parte de la moderna Wuhan) en China, sin haber entrado prácticamente en combate.

## Comandantes

### Comandante en Jefe
|   | Nombre                  | Desde                   | Hasta                   |
| - | ----------------------- | ----------------------- | ----------------------- |
| 1 | General Yasuji Okamura  | 25 de agosto de 1944    | 22 de noviembre de 1944 |
| 2 | General Naozaburo Okabe | 22 de noviembre de 1944 | 15 de agosto de 1945    |

### Jefe de Estado Mayor
|   | Nombre                          | Desde                 | Hasta                 |
| - | ------------------------------- | --------------------- | --------------------- |
| 1 | Mayor General Shuichi Miyazaki  | 25 de agosto de 1944  | 12 de febrero de 1945 |
| 2 | Mayor General Yasuo Karakawa    | 12 de febrero de 1945 | 23 de abril de 1945   |
| 3 | Mayor General Sadatake Nakayama | 23 de abril de 1945   | 15 de agosto de 1945  |